# Patrice Leconte
Patrice Leconte (Paris, 12 de novembro de 1947) é um ator, cineasta, escritor história em quadrinhos e roteirista francês.

## Filmografia
- 1976: Les vécés étaient fermés de l'intérieur
- 1978:Les Bronzés
- 1979: Les Bronzés font du ski
- 1981: Viens chez moi, j'habite chez une copine
- 1982: Ma femme s'appelle reviens
- 1983: Circulez y a rien à voir
- 1985: Les Spécialistes
- 1987: Tandem
- 1989: Monsieur Hire
- 1990: Le Mari de la coiffeuse
- 1991: Contre l'oubli (filme colectivo)
- 1993: Tango
- 1994: Le Parfum d'Yvonne
- 1995: Lumière et Compagnie (filme colectivo)
- 1996: Ridicule
- 1996: Les Grands Ducs
- 1998: Une chance sur deux
- 1999: La Fille sur le pont
- 2000: La Veuve de Saint-Pierre
- 2001: Félix et Lola
- 2002: Rue des plaisirs
- 2002: L'Homme du train
- 2004: Confidences trop intimes
- 2004: Dogora : Ouvrons les yeux
- 2006: Les Bronzés 3 : Amis pour la vie
- 2006: Mon meilleur ami
- 2008: La Guerre des miss
- 2011: Voir la mer